# انتخابات مجلس الأمن التابع للأمم المتحدة 2016
تمت انتخابات أعضاء مجلس الأمن التابع للأمم المتحدة 2016 في 26 حزيران / يونيو خلال الدورة السبعون [الإنجليزية] للجمعية العامة للأمم المتحدة المقام في مقر الأمم المتحدة في نيويورك. تم إجراء الإنتخابات على خمس مقاعد غير دائمة العضوية في مجلس الأمن التابع للأمم المتحدة لمدة سنتين اعتباراً من 1 كانون الثاني 2017. تماشياً مع قواعد التناوب في مجلس الأمن، يتم اختيار الأعضاء غير الدائمين في مجلس الأمن من مجموعات إقليمية متنوعة حيت يتم تقسيم أعضاء الأمم المتحدة بشكل تقليدي إلى مجموعات لأهداف تتعلق بالتصويت والتمثيل، المقاعد الخمس المتاحة تم توزيعها على المجموعات كالتالي:
- مقعد واحد لأفريقيا.
- مقعد واحد لآسيا [الإنجليزية] والمحيط الهادئ [الإنجليزية].[2]
- مقعد واحد لأمريكا اللاتينية [الإنجليزية] والكاريبي.
- مقعدين لأوروبا الغربية وباقي الدول.

هذه هي المرة الأولى التي يتم بها انتخاب المجلس في شهر حزيران / يونيو.
في 18 أيلول / سبتمبر 2014، تبنت الجمعية العامة للأمم المتحدة القرارا 68/307 ليتم إجراء الإنتخابات قبل ستة أشهر من بداية ولاية الأعضاء الذين سيتم انتخابهم.

## النتائج

### المجموعات الأفريقية والآسيوية والمحيط الهادئ
| نتائج إنتخابات المجموعات الأفريقية والآسيوية والمحيط الهادئ | نتائج إنتخابات المجموعات الأفريقية والآسيوية والمحيط الهادئ | نتائج إنتخابات المجموعات الأفريقية والآسيوية والمحيط الهادئ |
| ----------------------------------------------------------- | ----------------------------------------------------------- | ----------------------------------------------------------- |
| العضو                                                       | الجولة الأولى                                               | الجولة الثانية                                              |
| إثيوبيا                                                     | 185                                                         | –                                                           |
| كازاخستان                                                   | 113                                                         | 138                                                         |
| تايلاند                                                     | 77                                                          | 55                                                          |
| الممتنعين عن التصويت                                        | 2                                                           | 0                                                           |
| الأغلبية المطلوبة                                           | 127                                                         | 129                                                         |

بذلك أصبحت كازاخستان أول دولة من آسيا الوسطى تحصل على مقعد في مجلس الأمن التابع للأمم المتحدة.

### مجموعة أمريكا اللاتينية والكاريبي
| نتائج إنتخابات مجموعة أمريكا اللاتينية والكاريبي | نتائج إنتخابات مجموعة أمريكا اللاتينية والكاريبي |
| ------------------------------------------------ | ------------------------------------------------ |
| العضو                                            | الجولة الأولى                                    |
| بوليفيا                                          | 183                                              |
| كولومبيا                                         | 1                                                |
| كوبا                                             | 1                                                |
| الممتنعين عن التصويت                             | 8                                                |
| الأغلبية المطلوبة                                | 124                                              |

### مجموعة أوروبا الغربية وباقي الدول

#### اليوم الأول
| نتائج إنتخابات مجموعة أوروبا الغربية وباقي الدول | نتائج إنتخابات مجموعة أوروبا الغربية وباقي الدول | نتائج إنتخابات مجموعة أوروبا الغربية وباقي الدول | نتائج إنتخابات مجموعة أوروبا الغربية وباقي الدول | نتائج إنتخابات مجموعة أوروبا الغربية وباقي الدول | نتائج إنتخابات مجموعة أوروبا الغربية وباقي الدول | نتائج إنتخابات مجموعة أوروبا الغربية وباقي الدول |
| ------------------------------------------------ | ------------------------------------------------ | ------------------------------------------------ | ------------------------------------------------ | ------------------------------------------------ | ------------------------------------------------ | ------------------------------------------------ |
| العضو                                            | الجولة الأولى                                    | الجولة الثانية                                   | الجولة الثالثة                                   | الجولة الرابعة                                   | الجولة الخامسة                                   |                                                  |
| السويد                                           | 134                                              | —                                                | —                                                | —                                                | —                                                |                                                  |
| هولندا                                           | 125                                              | 99                                               | 96                                               | 96                                               | 95                                               |                                                  |
| إيطاليا                                          | 113                                              | 92                                               | 94                                               | 95                                               | 95                                               |                                                  |
| بلجيكا                                           | 1                                                | —                                                | —                                                | —                                                | —                                                |                                                  |
| الممتنعين عن التصويت                             | 2                                                | 2                                                | 3                                                | 2                                                | 3                                                |                                                  |
| الأغلبية المطلوبة                                | 128                                              | 128                                              | 127                                              | 128                                              | 127                                              |                                                  |

بعد خمس جولات غير حاسمة من التصويت، أعلن كلاً من بيرت كوينديرس [الإنجليزية] باولو جينتيلوني، وزراء خارجية هولندا وإيطاليا على التوالي، مقترحاً أن تقوم كل من هولندا وإيطاليا باقتسام الولاية المكونة من سنتين لتقوم كل دولة منهما بشغل المقعد لسنة واحدة. هذه الترتيبات كانت شائعة نسبياً في الانتخابات التي بدئت في نهايات خمسينيات القرن العشرين حتى العام 1966، عندما تم زيادة عدد أعضاء مجلس الأمن. لتكون هذه هي المرة الأولى من أكثر من خمسة عقود يتفق فيها عضوان على تقاسم الولاية، عادة ما يتم حل مثل هذه المآزق بانسحاب العضوان لصالح عضو ثالث.

#### اليوم الثاني
| نتائج إنتخابات مجموعة أوروبا الغربية وباقي الدول | نتائج إنتخابات مجموعة أوروبا الغربية وباقي الدول | نتائج إنتخابات مجموعة أوروبا الغربية وباقي الدول |
| ------------------------------------------------ | ------------------------------------------------ | ------------------------------------------------ |
| العضو                                            | الجولة السادسة                                   |                                                  |
| إيطاليا                                          | 179                                              |                                                  |
| هولندا                                           | 4                                                |                                                  |
| سان مارينو                                       | 1                                                |                                                  |
| الممتنعين عن التصويت                             | 6                                                |                                                  |
| الأغلبية المطلوبة                                | 123                                              |                                                  |